# Elperico di Auxerre
Elperico di Auxerre, in latino Helpericus (Auxerre, ... – IX secolo), è stato un monaco cristiano francese appartenente all'Ordine di San Benedetto.

## Biografia
Docente nel chiostro di Auxerre, cessò l'attività per motivi a noi sconosciuti. È noto per un suo Computus di calcolo delle celebrazioni festive in base ai fenomeni celesti.